# Tid til forandring
Tid til forandring er en dansk film fra 2004, instrueret af Lotte Svendsen.

## Medvirkende
- Waage Sandø
- Kirsten Lehfeldt
- Claus Ryskjær
- Helle Dolleris
- Dan Zahle
- Anne Sophie Byder
- Jens Andersen
- Louise Mieritz
- Peter Belli
- Bent Warburg
- Pernille Grumme
- Frank Hvam
- Preben Harris
- Claus Flygare
- Simon Rosenbaum
- Kim Veisgaard
- Henrik Larsen
- Tom Jensen

## Eksterne Henvisninger
- Tid til forandring på Internet Movie Database (engelsk)
- Tid til forandring på Filmdatabasen
- Tid til forandring på danskefilm.dk
- Tid til forandring på danskfilmogtv.dk
- Tid til forandring på Scope
- Tid til forandring på The Movie Database (engelsk)
- Tid til forandring (Webside ikke længere tilgængelig) på danskfilmogtv.dk